# Christina Chambers
Christina Mae Chambers (* 24. Oktober 1969 in Alexandria, Virginia) ist eine US-amerikanische Schauspielerin und ein Model.

## Leben
Christina Chambers wurde in eine Familie von Wissenschaftlern geboren, beide Eltern promovierten – ihr Vater in der Physik und ihrer Mutter in der Mathematik.
Im Sommer 2004 übernahm Chambers von ihrer Schauspielkollegin Lesli Kay deren Rolle der Molly Conlan in der Fernsehserie Jung und Leidenschaftlich – Wie das Leben so spielt. Im November 2006 übernahm sie abermals von ihrer Schauspielkollegin Susan Haskell deren Rolle der Dr. Margaret „Marty“ Saybrooke in der Serie Liebe, Lüge, Leidenschaft. 

## Filmografie (Auswahl)

### Kino
- 1995: Life 101
- 2004: Fighting Tommy Riley

### Fernsehserien
- 1998–1999: Sunset Beach
- 2001: Spyder Games
- 2004: Jung und Leidenschaftlich – Wie das Leben so spielt (As the World Turns)
- 2005: Two and a Half Men
- 2007: Cane
- 2007: Liebe, Lüge, Leidenschaft (One Life to Live)